# Yusuf Izzet Pascha

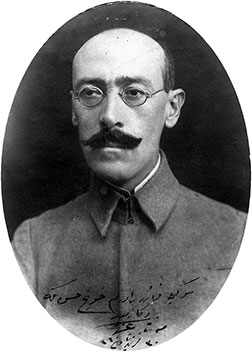
Yusuf Izzet Pasha

Yusuf Izzet Pascha (* 1876; † 22. April 1922 in Istanbul) war ein tscherkessischer Offizier, der in der osmanischen und türkischen Armee tätig war.

## Leben
Yusuf wurde am 28. April 1894 in die osmanische Militärakademie in Istanbul aufgenommen. Am 17. August 1896 wurde er dort zum Leutnant befördert; er verließ die Akademie im Range eines Hauptmannes am 17. Januar 1900. Während dieser Zeit war Yusuf auch im Türkisch-Griechischen Krieg aktiv. Im Osmanisch-Italienischen Krieg und den Balkankriegen war er von 1910 bis 1913 Stabschef seiner Division. 
1915 wurde Yusuf zum Mirliva (Konteradmiral) befördert und erhielt den Titel Pascha. Im Ersten Weltkrieg befehligte er verschiedene Armeekorps an der Kaukasusfront, unter anderem das 10. Armeekorps, das 1. Kaukasische Armeekorps und das 14. Armeekorps. Während der Oktoberrevolution in Russland wurde Yusuf Oberbefehlshaber des Nordkaukaus-Korps sowie Militärvertreter innerhalb der Nordkaukasus-Republik, welche von den Osmanen gegründet wurde. Auch noch nach dem Waffenstillstand von Mudros setzte er seine Bemühungen fort, die Region von den Russen zu befreien.
Während des Griechisch-Türkischen Krieges kommandierte er das 14. Armeekorps und nahm an der Schlacht um Bergama teil. Während dieser Zeit wurde Yusuf auch in die 1. Große Nationalversammlung der Türkei für Bolu gewählt. Danach war Yusuf in der Schlacht am Sakarya Oberbefehlshaber der 3. Armee. Yusuf war Kemalist.

## Familie
Im Jahre 1919 heiratete Yusuf Hayriye Melek Hunc, eine tscherkessische Autorin (1896–1963).

## Auszeichnungen
- Mecidiye-Orden
- Osmanié-Orden
- Eiserner Halbmond
- Verdienstmedaille (Liyakat Madalyası)
- Eisernes Kreuz
- Medaille der Unabhängigkeit